# Scholion
Ein Scholion (altgriechisch σχόλιον „Schulstückchen“, Plural Scholien), latinisiert scholium (Plural scholia), ist eine erläuternde kurze oder auch längere Notiz in einer antiken oder mittelalterlichen Handschrift.

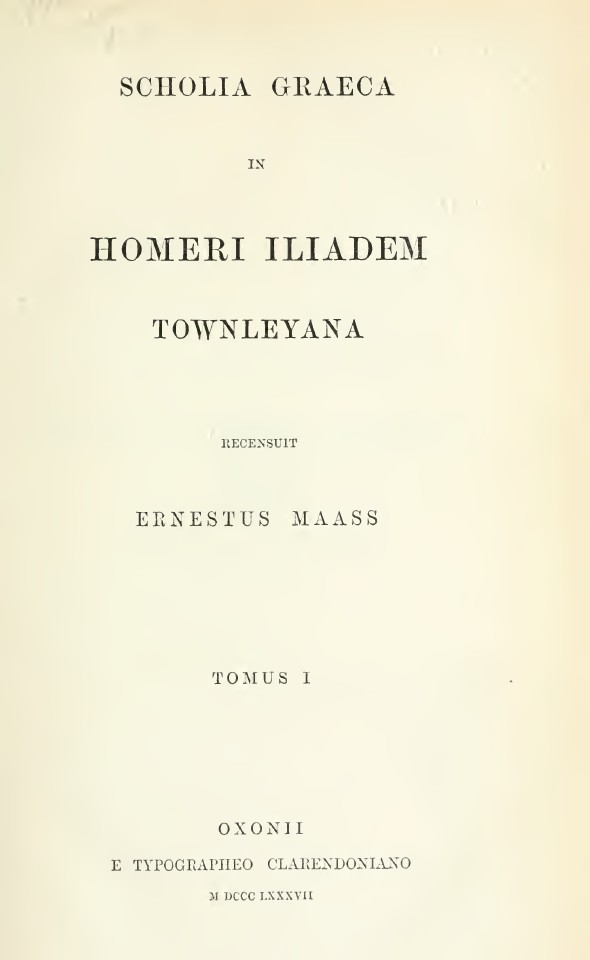
Ernst Maass, Scholia Graeca in Homeri Iliadem Townleyana (1887), eine Sammlung von Scholien zur Ilias von Homer.

## Beschreibung
Ein Scholion bringt eine Erläuterung zu einer sprachlich oder inhaltlich schwierigen Textstelle. Scholien sind am Rand eines Textes (als Marginalscholien) oder zwischen den Zeilen (als Interlinearscholien) eingetragen. Ihre unbekannten Autoren werden Scholiasten genannt. Wenn eine solche Notiz nur dazu dient, einen wenig bekannten Begriff (oft ein Fremdwort) aus dem Text knapp zu definieren – etwa durch bloße Angabe eines Synonyms –, wird sie Glosse genannt. Der Übergang zwischen Glossen und Scholien (ausführlichere Erläuterungen) ist fließend.
Scholienartige Erklärungen gab es schon im 5. Jahrhundert v. Chr.; sie wurden für die im athenischen Schulunterricht obligatorische Homer-Lektüre benötigt. Reste davon sind in den überlieferten Homer-Scholien erhalten. In der Epoche des Hellenismus pflegten die Philologen Textausgaben und Kommentare gesondert zu veröffentlichen. Seit der frühen Kaiserzeit wurde es üblich, Erklärungen über, unter oder neben dem Text anzubringen; speziell für diese Art von Erklärungen verwendet man die Bezeichnung Scholien.
Der Begriff scholion ist erstmals bei Cicero bezeugt, der ihn in einem Brief an seinen Freund Atticus verwendet (Ad Atticum 16,7,3). Dort hat scholion allerdings noch nicht die später übliche Bedeutung, sondern bezeichnet ein als Gedächtnisstütze gedachtes Schriftstück. In der Bedeutung „kurze erklärende Bemerkung“ kommt das Wort erstmals im 2. Jahrhundert bei Galen, Lukian und in Arrians Sammlung der Lehrgespräche Epiktets vor.
Den Inhalt ihrer Bemerkungen entnahmen die Scholiasten antiken Kommentaren zu den Werken, die sie mit Scholien ausstatteten. Da diese Kommentare meist nicht erhalten sind, stellen Scholien wertvolle Quellen dar. Sie vermitteln einen Eindruck davon, wie man den kommentierten Text – meist waren das eifrig studierte Werke von Schulautoren – in der Zeit, in welcher der verlorene Kommentar entstand, deutete, welche Hintergrundinformationen man dazu besaß bzw. zu besitzen glaubte und wie man damals mit Problemen der Textkritik umging. Wichtig sind die Scholien überdies, weil sie das Textverständnis von Zeitgenossen und Nachwelt beeinflussten. Außerdem lassen sich den Scholien manchmal Textvarianten entnehmen, die anderweitig nicht überliefert sind; dann können sie für die Textkritik genutzt werden.
Wegen ihres hohen Werts für die Literaturgeschichte sind Scholien Gegenstand eigener kritischer Editionen. Die Ermittlung der Quellen, denen die Scholientexte entnommen sind, und die Datierung erweisen sich oft als schwierig.
Besonders gut erforscht sind die Scholien zu Homers Ilias. Überliefert sind auch Scholien zu anderen bedeutenden griechischen Autoren wie Hesiod, Aischylos, Sophokles, Euripides, Aristophanes, Thukydides, Platon, Isokrates, Demosthenes und Aratos von Soloi. Zu den lateinischen Autoren, deren Werke in Handschriften mit Scholien versehen wurden, gehören Terenz, Cicero, Vergil, Horaz, Ovid, Lukan, Statius, Persius und Juvenal. Berühmt sind die Scholia Bembina zu Komödien des Terenz; sie wurden im 6. Jahrhundert in den Codex Bembinus, eine spätantike Terenz-Handschrift, eingetragen.